# Open 13 1997
L'Open 13 1997 è stato un torneo di tennis giocato sul cemento indoor.
È stata la 5ª edizione dell'Open 13, che fa parte della categoria World Series nell'ambito dell'ATP Tour 1997.
Si è giocato al Palais des Sports di Marsiglia in Francia, dal 10 febbraio al 17 febbraio 1997.

## Campioni

### Singolare
Thomas Enqvist ha battuto in finale  Marcelo Ríos che si è ritirato sul punteggio di 6–4, 1-0

### Doppio
Thomas Enqvist /  Magnus Larsson hanno battuto in finale  Olivier Delaître /  Fabrice Santoro con il punteggio di 6–3, 6–4